# Golac
Golac je razloženo naselje v čičarijskem Krasu v Občini Hrpelje  - Kozina na nadmorski višini 664 m). Po prvi svetovni vojni je začelo prebivalstvo nenehno upadati, še bolj pa po drugi svetovni vojni zaradi pomanjkanja dela. Danes je v vasi še okoli 35 prebivalcev.

## Lega
Naselje Golac na severovzhodu meji na Poljane, na severu na Obrov ob cesti Kozina - Reka, na zahodu na Skadanščino in pogorje Slavnika, na jugovzhodu na hrvaški strani na Jelovice, Vodice in Dane. Vas leži na severnih pobočjih Slavniškega pogorja (Razsušica, 1082 m), na krednem apnenčastem svetu, štiri kilometre jugovzhodno od Obrova v Podgrajskem podolju. 
Pod vasjo in zaselki se razprostira razgibano golačko polje. Golac je ena izmed petindridesetih vasi v severni Slovenski in Hrvaški Čičariji.

## Izvor imena
V preteklosti se grad in vas pojavljajo s slovenskim imenom Golac. Golac je verjetno ketskega izvora, saj v ketlščini pomeni majhen kraj. Tudi ime grada Kartsberg pomeni gorska utrdba po keltsko. Druga možna razlaga imena Golac temelji na domnevi, da je bila tamkajšnja pokrajina v preteklosti gola.

## Zgodovina
Tržaški zgodovinar in arheolog Marchesetti je tu našel zelo dvomljive ostanke prazgodovinskega gradišča. V srednjem veku se naselje ali vas pojavlja s slovenskim imenom Golac tako za samo vas kot tudi za grad nad vasjo, ki se v listinah pojavlja kot grad Kartsberg oz. Karsperg. Na hribu Grdina so slabo opazne ruševine srednjeveškega gradu in vodnjaka. Posest pod gradom v Podgrajskem podolju ob stari trgovski cesti med Trstom in Oglejem do Reke je prišla v 13. stoletju v last Goriških grofov, ki so na tem območju nastanili viteze Karsperške, ki so pozidali grad. Leta 1215 je omenjen vitez Chunradus de Carsperch, grad izrecno pa šele leta 1249 kot "Charsperch". Grad Golac je bila za Goriške pomembna utrdba v Brkinih, a so jo konec 13. stoletja opustili in zgradili Novi grad nad Podgradom. Tako je grad Golac že v 15. stoletju ruševina. Gospoščino Golac je leta 1465 pridobil tržaški plemič de Leo. V začetku 16. stoletja so gospoščino zavzeli Benečani in jo dali plemičema Krištofu Burlo in Damianu de Tarsia. Benečane je leta 1509 pregnal grof Krištof Frankopan na čelu cesarskih čet. Cesar mu je v fevd podelil novograjsko gospoščino v katero je bil vključen Golac. Leta 1620 je združeno gospostvo kupil grof Benvenut Petač (Petazzi). 
V prvi polovici 17. stoletja so se na tem območju naselili begunci pred Turki iz Južne Dalmacije, ki jih je lokalno prebivalstvo imenovalo Čiči, verjetno zaradi njihove besede čiča, striček. Na Golcu govorijo jezikovno čisto čakavsko-ikavsko narečje, ki so ga prvotni prebivalci prinesli iz nekdanje domovine v južni Dalmaciji. Zanj so značilni številni (a)romunski izrazi in slovnica pomešana s hrvatizmi in drugimi besedami. 
Osnovni viri preživljanja Golčanov v preteklosti so bili skromno kmetijstvo, cvetoča ovčereja, razvejano gozdarstvo s kuhanjem oglja, žganje apna in nabiranje brinja. Ovčerejo so Golčani prinesli kot tradicijo iz Dalmacije.